# Кеда (село)
Кеда (груз. ქედა [kʰɛdɑ]) — селище міського типу (даба) в Автономній Республіці Аджарія, на південному заході Грузії, розташоване за 42 кілометри на схід від регіональної столиці Батумі. Місто з 1285 жителями (2021) — адміністративний центр муніципалітету Кеда, розташований у місці злиття річок Ахарісцкалі (буквально «річка Аджарії») і Акаврета, на висоті 256 метрів над рівнем моря.